# Engelke Johannes Anthonie Timmerman
Engelke Johannes Anthonie Timmerman (Roden, 19 mei 1805 - Eelde, 24 maart 1896) was een Nederlandse burgemeester.
Timmerman was een zoon van de militair Christian Willem Timmerman en van Jurrina Geertruide van Sidenborg. Evenals zijn broer Jan Gerard Martinus, die burgemeester van Peize was, vervulde hij voorafgaande aan zijn burgemeesterschap een militaire loopbaan. Hij nam in 1832 deel aan de belegering van de citadel van Antwerpen. In 1860 werd hij op 55-jarige leeftijd benoemd tot burgemeester van Eelde, hij bezat toen de rang van kapitein in het leger. Voor zijn deelname aan de gevechtshandelingen bij Antwerpen werd hij in 1882 als gepensioneerd kapitein bevorderd tot majoor. Het burgemeestersambt vervulde hij tot op hoge leeftijd. In augustus 1895 werd hem op zijn verzoek eervol ontslag verleend als burgemeester van Eelde. Hij was toen 90 jaar. Nog geen jaar later, in maart 1896, overleed hij aldaar.
Timmerman trouwde op 12 juni 1838 te Woudrichem met de in Ermelo geboren Magthilda Arntzen, dochter van de predikant Gerhardus Hermanus Arntzen en Gezina Johanna Christina van Rhede.